# إقليم الصبيحة

خريطة توضح موقع إقليم الصَّبَّيحَة (الصُّبَيْحي) في جنوب غرب الجزيرة العربية وحدوده

الصَّبَّيحَة إقليم يقع أقصى جنوب غرب شبه الجزيرة العربية، يمتد من باب المندب حتى ساحل رأس عمران، يحد الأقليم من الشرق محافظة عدن ومحافظة لحج والحواشب ومن الغرب البحر الأحمر، أما من الشمال فيحده محافظة تعز القبيطة والمقاطرة والشمايتين والوازعية) ومن الجنوب فهو يطل على البحر العربي من مضيق باب المندب إلى مدينة عدن الصغرى «البريقة».

## مكونات إقليم الصبيحة
يتكون إقليم الصبيحة من (مدينة طور الباحة مركز الإقليم وعاصمته، مديرية المَضارِبِة الشرقية، مديرية المَضارِبِة الغربية، 
مديرية باب المندب، مديرية رأس العارة، مديرية بادية كَرِش، مديرية جزيرة ميون)
وينقسم شعب الصبيحة إلى:
1. صبيحة الساحل (ويتواجدون على سواحل وشواطئ الصبيحة في الجزء الغربي على البحر الأحمر وعلى جزء الصبيحة الجنوبي المطل على البحر العربي)[1]
2. صبيحة الوادي (ويتواجدون على أودية الصبيحة)[1]
3. صبيحة الصحراء (ويتواجدون في عموم صحراء الصبيحة خاصة في بادية كَرِش وخبت الرجاع في مدينة طور الباحة وعلى صحراء رأس العارة وصحراء مديرية المضاربة)[1]
4. صبيحة السهل (ويتواجدون في سهول الصبيحة خاصة في مدينة طور الباحة ووسط مديرية المضاربة)[1]
5. صبيحة الجبل (يتواجدون في الجبال المطلة على مدينة طور الباحة وجبال مديرية المضاربة)[1]
6. صبيحة الجزيرة (يتواجدون على جزر الصبيحة خاصة في جزيرة ميون)[1]

## اسم الصبيحة ومعناه
الصبيحة اسم قبيلة واسم مكان حيث تنتسب قبائل الصبيحة إلى ذو أصبح واسمه الحارث بن مالك بن غوث بن سعد بن عوف بن عدي بن مالك بن سدد بن زرعة حِمْيَر الأصغر بن سبأ الأصغر بن كعب بن زيد الجمهور بن سهل بن عمرو بن قيس بن معاوية بن جشم بن بن عبد شمس بن وائل بن الغوث بن قطن بن عريب بن زهير بن الغوث بن أيمن بن الهميسع بن حِمْيَر الأكبر بن سبأ بن يشجب بن يعرب بن قحطان بن عابر بن شالخ بن قينان بن أرفخشد بن سام بن نوح - عليه السلام - بن لامك بن متوشلخ بن إدريس - عليه السلام - بن يارد بن مهلائيل بن قينان بن إنوش بن شيث - عليه السلام - بن آدم - عليه السلام
يتكون إقليم الصبيحة من القبائل الآتية:
1. الحميدي
2. الطقاطقة
3. الجبيري
4. الخزيمي
5. المطرفي
6. الخدمي
7. المنصوري
8. الدبيني
9. الزيدين
10. أهل شعب
11. أهل جرابي
12. العامري
13. الوحشي
14. البراهمي
15. البشبوشي
16. الشمرية
17. الصوالحة_الصالحي
18. المضاربة
19. الكعلولي
20. الشبيقي
21. العلقمي
22. العاطفي
23. المخايا
24. المحمودي
25. الجرتتي
26. الكلي
27. الصميتة (الصماتي) [4]
28. العطيرة (العطري)

27.البريمة (البريمي)
28العبادله (العبدلي) 
29 العطوي (العطويين) 
30 الادود (الودودي)
28.الزنقرة (الزنقري)
29. البوكرة (البوكري)
30.الاغبرة (الاغبري)
31. المشاولة (المشولي)
32. الجبيحي ( ومنها اللواء محمود الصبيحي وزير دفاع اليمن السابق.
33.المعاميه
44. المشهري

## أجزاء من تاريخ اقليم الصبيحة
كان الصبيحة يحكمون عدن في فترة ما بين 410 إلى 440هـ، وقد تحدث عنهم الأمير أحمد فضل بن علي العبدلي في كتابه هدية الزمن
وكذلك تحدث عنهم الهمداني وذكروا أيضاً في كتاب تاريخ اليمن لعمارة الحكمي حيث كانت أبين في ذلك الوقت حوالي القرن الرابع الهجري بيد رجل من الصبيحة يقال له محمد بن أبي العلي وتحدث أيضاً عن مخلاف بني أصبح وذكرهم أيضاً العلامة المؤرخ القاضي محمد بن أحمد الحجري اليماني في مصنفه مجموع بلدان اليمن وقبائلها.
في سنة 1839 التي أحتل فيها البريطانيون عدن عقدوا محالفات ومعاهدات واتفاقيات مع بعض رؤساء قبائل إقليم الصبيحة. ومنذ ذلك الحين حتى سنة 1871م كان الرئيسان الدبيني والرجاعي يتلقيان رواتب من الحكومة البريطانية وفي تلك السنة قامت قبيلة المنصوري بمهاجمة قافلة بريطانية قادمة إلى عدن. وكانت الحكومة قد كونت فرقة ((إيدن تروب)) العسكرية فجهزتها إلى أرض المنصورة. ووقعت مناوشات قُتل فيها شيخ القبيلة وعدد كبير من رجاله 
ونتيجة لتلك المناوشات قدِم رؤساء قبائل إقليم الصبيحة إلى عدن للتوقيع على معاهدات تعهدوا فيها بأن يحافظوا على أمن الطرق وإعادة الأموال المنهوبة وإلغاء الرسوم الجمركية ورسوم المرور التي كانوا يفرضونها على القوافل ومنحتهم بريطانيا رواتب شهرية.
وفي نفس السنة عقدت بريطانيا معاهدة إضافية مع المنصورة تعهدت فيها القبيلة بأن تكون مسؤولة عن سلوك قبيلة القريشي كما عقدت معاهدة مع العاطفي تعهدت فيها القبيلة بأن تحمي بحارة السفن التي تتبع أية دولة كانت والتي تتحطم عند سواحل القبيلة في إقليم الصبيحة كما تعهدت بأن تحمي وأن ترسل إلى عدن أي هارب من الجيش أو البحرية.
وفي نفس السنة قامت قبيلة البرهمي ببعض الأعمال التي اعتبرتها السلطات البريطانية عدوانية فجهزت فرقة إيدن تروب وحملة بحرية ضد القبيلة.
وحين أعلنت كافة قبائل إقليم الصبيحة عدم تقيدها بالمعاهدات فرضت السلطات البريطانية عليهم الخضوع لسلطنة العبدلي المجاورة.
وفي سنة 1886م صارت معاهدة الخضوع لسلطنة العبادل ملغية ورجع لإقليم الصبيحة كيانه المستقل وأعاد الصبيحة علاقتهم المباشرة مع السلطات البريطانية التي واصلت تسليم الرواتب لهم.
وفي سنة 1889م عقدت بريطانيا معاهدة حماية مع كل من قبيلة العاطفي والبرهمي ووقعت المصادقة على المعاهدتين في 26 فبراير سنة 1890م.
ولما رأت بريطانيا أن قبائل إقليم الصبيحة لم تتوقف عن القيام بأعمال اعتبرتها السلطات تخريبية أشارت على سلطنة العبادل باحتلال رأس العارة وطوران والرجاع وفي نفس سنة 1904م أرسلت الحكومة البريطانية بعثة من عدن إلى دار القديمي في مدينة طور الباحة عاصمة إقليم الصبيحة
لتخطيط الحدود وبالرغم من ذلك استمرت الحوادث بين سلطنة العبادل وقبائل إقليم الصبيحة.
وفي أوائل القرن العشرين كان شيخ مشائخ قبيلة أهل شعب وهو عبد القوي بن محمد بن ناصر بن إبراهيم بن أحمد الشعبي الذي كان قد قضى سنوات في قصر نظام حيدر أباد في الهند. ولما توفي في الرابع الأول من القرن العشرين خلفه ابنه عبد اللطيف الذي استدعي من عدن حيث كان يتعلم في مدرستها
وبعد انسحاب العثمانيون من اليمن تقدمت قوات ملك اليمن الإمام يحيى بن حميد الدين ضمت الضالع وأجزاء من ردفان وأجزاء من إقليم الصبيحة وأخذ عبد اللطيف يراسل قائد الجيش اليمني في تعز طالباً منه أن يسحب قواته من إقليم الصبيحة وأن يخفض الضرائب الجائرة المفروضة على قبائلها. واشترك أهل شعب تحت قيادته مع بقية قبائل إقليم الصبيحة في القتال لدحر قوات الإمام.
واشتهر عبد اللطيف بأعمال الإصلاح والفصل في منازعات القبائل كما اشتهر بالعداء المرير المتبادل بينه وبين سلطان العبادل عبد الكريم فضل بن علي العبدلي وقد قُتل عبد اللطيف وهو في طريقه إلى منزل عمته في الحوطة. وقد قيل حينذاك أن سبب قتله كان يتعلق بالثأر.
وحين قامت ثورة 14 أكتوبر سنة 1963م كان إقليم الصبيحة من أهم الطرق السرية التي استعملها الثوار في نقل الأسلحة من شمال اليمن إلى عدن.
وفي أغسطس قامت القوات المسلحة بعمليات عسكرية ضد الثائرين. وتتلخص قصة الانشقاق التي شاعت فيما يلي:
قيل بأن تجاراً من قبيلة الأغبرة كانوا يملكون كمية كبيرة من السجائر أرادوا أن يدخلوها إلى عدن ففرضت عليهم الحكومة ضرائب امتنعوا عن دفعها بحجة أن الجبهة القومية الحاكمة كانت في أثناء الثورة المسلحة قد طلبت عدم دفع أي ضرائب للحكومة البريطانية أو لحكومة الاتحاد الفيدرالي، فتراكمت البضاعة وبالتالي زادت قيمة الضرائب إلى حد الذي لم يكن باستطاعتهم دفعه. وأصرت الحكومة على الدفع وأصرت القبيلة على الرفض فما كان من الحكومة إلا أن صادرتها.. وفي أحد الأيام ذهب أحد رجال قبيلة الأغبرة إلى مدينة بير أحمد واستولى على سيارة لاند روفر لأحد المواطنين وساقها إلى قريته. ولما أرسل محافظ المدينة أمراً إلى القبيلي بإعادة السيارة إلى مالكها رفض بحجة أن الحكومة صادرت حصته من السجائر وأن عليها أن تسدد قيمتها للمالك من ثمن السجائر. وأيَّد شيوخ ورجال الأغبرة موقف زميلهم.
وكان ((المجعلي)) (وهو من أهالي دثينة) أحد الفدائيين أيام الثورة ثم أحد قادة الحرس الشعبي للجبهة القومية. وكانت القيادة العامة للجبهة قد عينته مأموراً في طور الباحة عاصمة إقليم الصبيحة. ويقال طلب من رؤساء الأغبرة الاجتماع به في مكان يسمى تربة أبو الأسرار في المضاربة. وكان من بين الرؤساء الذين حضروا الاجتماع الشيخ محمد بن علي والشيخ علي بن عبد الله وطال النقاش والاخذ والرد دون جدوى. ويقال أن المجعلي كان شديد اللهجة قاسياً في كلامه مع رؤساء القبيلة وأنه استعمل كلمات أثارت دماءهم فما كان من أحدهم إلا أن صوب بندقيته نحو المجعلي وأطلقها فسقط المجعلي قتيلاً وأصيب زملاء المجعلي بدهشة مؤقته ما أن أفاقوا منها حتى بدأوا يطلقون رصاصهم على الصبيحة وأتباعهم الذين كانوا في تلك الأثناء يردون على النار بالمثل ويحملون الجرحى من زملائهم إلى خارج غرفة الاجتماع.
وكانت إصابات الطرفين بالغة. ونقل جرحى الحرس الشعبي إلى مستشفى عدن للعلاج أما رجال القبيلة فقد نقلوا جرحاهم إلى مناطقهم القبلية ليعالجوهم بالطريقة التقليدية.
وجمع رؤساء الاغبرة رجالهم وغادروا مساكنهم إلى الجبال المطلة على الطريق الرئيسية ليكمنوا لأية قوة مسلحة تأتي لإخضاعهم. واشتد القتال بين تربة أبو الأسرار وامشط وشمل مناطق قبائل الشمايا والمضاربة والكعلولي.
ومن قصص المعارك أن ابن الشيخ علي بن عبد الله كمن لجماعة من الجنود كانوا يتقدمون في طريقهم إلى نقطة عسكرية وصوب بندقيته نحو الجندي حامل جهاز اللاسلكي ليمنع الجماعة من الاتصال بالقيادة وقتل الجندي وحينما حاول الملازم أحمد قائد حسين الحالمي أن يتقدم نحو الجندي القتيل والجهاز اصابته رصاصة قتلته في الحال وأخذ القبيلي يطلق الرصاص فترة من الزمن ثم ظهر من وراء حجارة ((المحجى)) وأخذ يقفز فوق الصخور ويرسل سيلاً من الرصاص ويجري نحو الجهاز ليحطمه لكنه ما كاد يصل إلى الجهاز حتى تمكن آخر جندي باق من الجماعة من تصويب بندقيته نحوه مطلقاً عليه عدداً كبيراً من الرصاص جعلته يسقط على الأرض قتيلاً.
وقيل بأن [[قبائل إقليم الصبيحة الثائرة لم ترغب في الدخول في صراع مسلح مع القوات المسلحة بل كانت تفضل أن تترك لتسوي حسابها مع الحرس اٍلشعبي وجهاً لوجه
وبعد أن زادت القوات المسلحة النظامية من نشاطها اضطر بعض الأغبرة إلى اختراق الحدود والذهاب إلى الجانب الشمالي لليمن.

## طريقة معالجة قبائل إقليم الصبيحة لجرحاها في الحروب
يربط طبيب القبيلة قطعة طويلة نظيفة من القماش في ثقب قضيب ماسورة البندقية
ثم يدفع بطرف القضيب في ثقب الجرح المصاب بالرصاصة ويستمر في دفعه رويداً رويداً حتى يظهر طرف القضيب في الجانب الأخير
الذي خرجت منه الرصاصة
وبعد ذلك يحل الرباط من القضيب ويمرر قطعة القماش من الطرفين ويصب زيتاً دافئاً في داخل الجرح حتى يبتل القماش.
ويعيد عملية تمرير القماش وصب سائل نوع من الأعشاب يومياً في داخل الجرح
لمنع أي تلوث أو جراثيم أو تقيح ويستمر في عملية التمريض هذه حتى يشفى المريض 
أو ينقل إلى أقرب مستشفى
ويقول رجال قبائل الصبيحة أن طريقتهم في المعالجة تسرع من شفاء المصاب
في وقت أقل من الوقت الذي تستغرقه المعالجة في المستشفى.

## حروب قبائل إقليم الصبيحة ضد الإنجليز والعبادل
بعد قيام ثورة 14 أكتوبر لم يرى إقليم الصبيحة النور إلا في عهد الرئيس سالم علي ربيع الذي أولى إقليم الصبيحة بعض اهتماماته إذ قام بعمل صرحين علميين الأول في خرز والثاني في بادية كَرِش.
عاشت قبائل الصبيحة تأبى الظلم وترفض المحتل ولا تقبل الهيمنة أو الاستكبار أو فرض الأمر الواقع عليهم مهما كلفهم التصدي لذلك من تضحيات في النفس والأموال.
عاشت وما زالت تعيش هذه القبائل في ثأر دائم وقتل واقتتال فيما بينها لا يوحدها أو يلم شملها إلا الغزو الخارجي أو التدخل الأجنبي.
عند ذلك فقط تجد قبائل الصبيحة تتناسى ثأرها وتكبر عن صغائرها فترتص أمام العدو صفاً واحداً وكأنها بنيان مرصوص بل تكون أشد تماسكاً من ذلك فهي لا تعرف لوناً من ألوان الخلاف أو الاختلاف أثناء مواجهة العدو الأجنبي على منطقتها «عملاً بقاعدة أنا وأخي على ابن عمي وأنا وابن عمي على الغريب»
حيث حاول الاستعمار البريطاني بتحالفه مع سلطنة العبادل في خمسينيات القرن الماضي لبسط سيطرته على إقليم الصبيحة لأكثر من مرة لكنه لم يتوفق في ذلك.
وكلما حاول محاولة عاد منها مهزوماً يجر أذيال الخيبة والهزيمة.
من تلك المحاولات:
زحفت كتائب من الجيش الإنجليزي مدعومة بجيش سلطنة العبادل على مركز كَرِش لإخضاع قبيلة الحميدة ليؤمن خلال ذلك الهجوم خط بري بين الشمال والجنوب والذي يمثل ممراً للقوافل التجارية بين عدن وتعز ومنها إلى بقية مناطق الشمال 
وفي هذه المعركة ارتص أبناء الصبيحة إلى جانب إخوانهم في بادية كَرِش وكانت ملحمة شهيرة هزم فيها الإنجليز وانتصرت الصبيحة.
مع أن الإنجليز قاموا بخداع الصبيحة وسربوا لهم ذخائر غير صالحة «فشنج» وكان أن تسبب في ارتباك مقاتلي الطلائع الأولى من أبناء الصبيحة وعلى رأسهم نفر من أبناء شيخ بادية كَرِش وتم أسرهم وإعدامهم وتعليق رؤوسهم في مداخل الحوطة عاصمة سلطنة العبادل.
في تلك المرحلة نفسها حاول الإنجليز ولاكثر من مرة السيطرة على طور الباحة عاصمة إقليم الصبيحة وقرى أخرى منها " المشاريج وعلصان والرجاع ودار القديمي فتصدت لهم قبائل الصبيحة وارجعتهم مهزومين يجرون أذيال الخيبة والهزيمة.
لم تقتصر محاولة الإنجليز في هذه المرة على وحدات المشاة والمدفعية بل عززت القوات البرية بسلاح جو الطيران فتجمعت قبائل الصبيحة من كل حدب وصوب وارتصت صفاً واحداً.
استخدم الجيش الإنجليزي في هذه المعركة قذائف «النابالم» المحرمة دولياً وكان سلاح قبائل الصبيحة في تلك المعركة البندقية المسماة «أبو كربين» وأبو كربين كان سلاح خاص بقادة الصبيحة.
أما بقية رجال الصبيحة فسلاحهم أقدم من ذلك بكثير وبين تلك المفارقة الكبيرة بين قبائل الصبيحة وسلاحهم البدائي البسيط وبين الجيش البريطاني المدعم بالأسلحة الحديثة والطيران.
بذلك نجد الصبيحة تسطر نصراً تاريخياً على المستعمر الإنجليزي وتكسر كبرياء جيش الإمبراطورية التي لا تغيب عنها الشمس
وأثناء تلك المعركة التي كان يخوضها رجال الصبيحة انطلق شعراء الصبيحة فخراً متباهيين بانتصارهم بتنظيم قصائد تسطر ذلك النصر العظيم، لا تخوض الصبيحة معركة مع أي عدو وتنتصر إلا وتجدها تقول الشعر لتتباهى بالنصر فترفع من مكانتها وتفاخر ببسالتها وصمودها في أي معركة كما هي عادة العرب.

## محاولة أخرى لاحتلال إقليم الصبيحة
حاولت سلطنة العبدلي بسط نفوذها على إقليم الصبيحة من اتجاه غرب مدينة طور الباحة.
تقدم جيش السلطنة على قبيلة امعطيره في منطقة الكديراء وكما هي عادة قبائل الصبيحة فقد ارتصت صفاً واحداً وتجمع الصبيحة من جميع مناطق إقليم الصبيحة للوقوف مع إخوانهم.
المواجهة:
كان في طليعة هذه الحرب قبيلة العطيرة التي قام رجالها بربط أنفسهم بالحبال الغليظة حتى لا يفكرون بالفرار أو الانسحاب عند ميل الحرب لصالح جيش السلطنة وكانت النتيجة انتصار الصبيحة.
نتائج المواجهات:
استشهاد ثلاثة من أبناء الصبيحة وجرح آخرون وهُزم جيش السلطنة وولى مدبراً لم يعقب.
وفي هذه المعركة جُرح الأمير علي بن أحمد العبدلي قائد الحرس الثاني للسلطنة أثناء مروره جواً بطائرة هيلوكبتر
أثناء تفقده معنويات جيشه علماً إن إصابته كانت بطلقة من بندقية عتيقة اخترقت جسم الطائرة ووصلت إلى رجله.

## قبائل الصبيحة تخرج علي عنتر محمولاً على الأكتاف
كانت بعد الثورة في سبعينيات القرن الماضي
فيها أن حكومة الجنوب صادرت سجائر لقبيلة الأغبرة إحدى قبائل الصبيحة
وتقع في غرب مديرية المضارِبِة
وردا على المصادرة قامت قبيلة الأغابرة باحتجاز معدات وآليات حكومية.
كانت حكومة الجنوب تهدف من وراء المصادرة العثور على ذريعة
تتدخل من خلالها بإخضاع الصبيحة وتركيعهم
حينها حاول السيد عبد الجبار ياسين السروري من التدخل لحل المشكلة
لما يتمتع به من احترام في الوسط القبلي ذي الصلة.
غير أن الحكومة جهزت الجيش وأعدت العُدة للقيام باحتلال إقليم الصبيحة كاملاً لبسط نفوذها من جهة وتطبيق النظام والقانون الفاشل من جهة أخرى.
بيد أن قبائل الصبيحة وكعادتها رصوا صفوفهم وعدوا انفسهم مع إخوانهم
«قبيلة الأغبرة» لمواجهة حكومة الجنوب.
عند ذلك بدأت الدولة هجومها بكتيبة مشاة بقيادة رائد المعجلي
نتيجة الحرب:
انتصار الصبيحة وقتل قائد الكتيبة رائد المعجلي
غير قتلى الكتيبة الذي تجاوز أكثر من عشرين جندي وخمسين أسيراً.
وقد تم الإفراج عنهم بعد تدخل السيد عبد الجبار ياسين السروري لدى مشائخ قبيلة الأغبرة.
هذه النتيجة لم تُرْضي الدولة
ولم تعترف بالهزيمة
فعززت بلواء مدعم بكتيبة مدفعية
من خيرة طلائع جيش الدولة بقيادة علي عنتر وزير الدفاع
وعادت المعركة من جديد بين جيش حكومة الجنوب وقبائل الصبيحة في طليعتهم قبيلة الأغبرة
وما كان إلا أن انتصرت الصبيحة مرة أخرى وولى جيش الحكومة مدبراً هارباً
وجُرح قائدهم الفذ علي عنتر وعادوا به محمولاً على الأكتاف
من جبهة القتال إلى منطقة الحشد حيث حمل بسيارة إسعاف إلى عدن العاصمة للعلاج 
وبهذا أصدرت وزارة الدفاع أمراً بالانسحاب العاجل وعدم التعرض لقبائل الصبيحة.
وبهذه الملحمة البطولية سطر الشاعر الصبيحي أبياتاً ما زالت تغنى إلى اليوم تفاخراً بالنصر الذي حققه أبناء الصبيحة وإخراج الغازي من إقليم الصبيحة حيث قال:
تطربني زئير الأسود

تزئر من جبل معتلي

والتاريخ سجل لها

صفحاته بموقف جلي

ما هابوا حكومة عدن

صدوها وقالوا ارحلي

بعد أسبوع في المعركة

دقوا الجيش والمعجلي

## سلطنة الصبيحة
إحدى سلطنات الجنوب العربي وكانت تقوم على أراضي مدينة طور الباحة.
وهي إحدى «الكانتونات التسعة» التي وقعت اتفاقات حماية مع بريطانيا العظمى في أوائل القرن 19 وأصبحت جزءاً من محمية عدن البريطانية.
ذكرها أمين الريحاني في كتابه ملوك العرب حيث قال:
ونحن الآن في عدن فإذا نظرنا غرباً منها نرى قسماً من بلاد الصبيحة التي تمتد على الساحل من رأس عمران حتى باب المندب.
والصبيحة عشائر متعددة منها العَطيفي والبرْيمي يحكمها الشيوخ والعقال حكماً بدوياً. وقال أن عدد من يحمل السلاح فيهم يقدر بعشرين ألفاً. وذكر أيضاً أن لا سلطان عليهم ولا زعيم كبير.